# Ra Province
Ra Province är en provins i Fiji.   Den ligger i divisionen Västra divisionen, i den norra delen av landet, 80 km norr om huvudstaden Suva. Antalet invånare är 29 464. Ra Province ligger på ön Viti Levu.